# Jacques Urvoy de Saint-Bedan
Pour les autres membres de la famille, voir Famille Urvoy.
Jacques-Olivier-Marie Urvoy de Saint-Bedan, né le 1er mars 1780 à Nantes et mort le 8 septembre 1858 à Casson, est un homme politique français.

## Biographie
La famille Urvoy est originaire de Saint-Brandan, près de Saint-Brieuc. Jacques-Olivier Urvoy de Saint-Bedan, naît de Charles Urvoy de Saint-Bedan et d'Adélaïde Boux de Saint-Mars. Devenu orphelin très jeune lors de la Révolution, hérite d'une fortune importante. En 1797, il épouse sa cousine Marie Rose Félicité Boux de Casson (sœur de François-Armand Boux de Casson, lieutenant de l'armée de Charette et propriétaire du château de la Vérie), puis, en 1806, Pélagie de Chevigné (sœur de Louis de Chevigné et nièce de Jacques Gabriel du Chaffault). Il est le beau-père de Fernand de Bouillé (dont la fille épousera Édouard de Cazenove de Pradines).
Propriétaire , il devient maire de Casson de 1808 à 1817 et conseiller général en 1816. Il se présente à la députation, le 26 février 1824, dans le 3e arrondissement électoral de la Loire-Inférieure, mais échoue face à Foucault. Il est finalement élu, dans le même arrondissement, le 17 novembre 1827 (il siège à l'extrême-droite de l'assemblée), réélu le 23 juin 1830, puis, ne se représentant pas en 1831, il devient conseiller municipal de Nantes la même année.
Il prit place à l'extrême droite (contre-opposition) et vota quelquefois avec le ministère. Légitimiste convaincu, il refusa de signer l'Adresse des 221 et ne se représenta pas aux élections de 1831.
Héritier d'une importante fortune, il consacra son héritage dans ses collections d'œuvres d'art, ainsi que comme philanthrope et mécène. Il est le fondateur de l'asile Sainte-Anne, plus communément appelé des Petites Sœurs des pauvres, installé rue Russeil. En 1840, il fait appel à l'architecte Joseph-Fleury Chenantais pour bâtir un hôtel particulier connu sous l’appellation hôtel Urvoy de Saint-Bedan.
La rue Urvoy-de-Saint-Bedan, à Nantes, est baptisée en son honneur.

## Liens